# (36925) 2000 SC212
2000 SC212 (asteroide 36925) é um asteroide da cintura principal. Possui uma excentricidade de 0.10353740 e uma inclinação de 7.19561º.
Este asteroide foi descoberto no dia 25 de setembro de 2000 por LINEAR em Socorro.